# Howard Douglas Graham
Howard Douglas Graham OC, CVO, CBE, DSO, ED, CD , kanadski general, odvetnik in borznik, * 15. julij 1898, † 28. september 1986.
Med letoma 1955 in 1958 je bil načelnik Generalštaba Kanadske kopenske vojske.